# Józef Bartłomiej Zimorowic
Józef Bartłomiej Zimorowic, nazwisko właściwe: Ozimek, inna forma nazwiska: Zimorowicz, allonim: Szymon Zimorowic, krypt.: B. Zmrcz, Barth. Zmrwcz Leop. (ur. 20 sierpnia 1597 we Lwowie, zm. 14 października 1677 tamże) – polski pisarz i poeta okresu baroku, tworzący po łacinie, kronikarz i kilkakrotnie burmistrz Lwowa, miasta, z którym związał się na całe życie.

## Życiorys
Urodził się w lwowskiej rodzinie mieszczańskiej. Ojciec jego (Stanisław Ozimek) był majstrem murarskim, matką Katarzyna. Nazwisko Ozimek zmienił na Zimorowic. Kształcił się w szkole katedralnej we Lwowie. Stosunkowo wcześnie, mając około 20 lat, zajął się twórczością literacką. Część utworów z tego okresu, głównie o tematyce miłosnej i sowizdrzalskiej, nie zachowała się. We Lwowie piastował różne urzędy miejskie: podpiska pisarza miejskiego Alberta Zimnickiego (1620), obrońcy sądowego (rzecznika) w 1624, pisarza miejskiego (1640), ławnika (1646), jednym z 12 dożywotnich rajców w 1648 (w tym charakterze pełnił funkcję delegata Lwowa na elekcję króla Jana Kazimierza), burmistrza w latach 1648–1649 (tę godność piastował jeszcze kilkukrotnie). W roku 1623 schronił się do Krakowa z powodu panującej we Lwowie zarazy morowej. Jeździł wielokrotnie do Warszawy. w roku 1644 nabył grunt pod Lwowem, gdzie uprawiał winną latorośl. Pomnażał swój majątek handlując miedzią i innymi wyrobami, w czasie zamieszek handlował na wielką skalę zbożami. W roku 1672, podczas wojny polsko-tureckiej 1672–1676 brał udział w obronie Lwowa, po czym kazał w ścianie Ratusza wbudować tablicę:

Za Panowania Króla Michała Wiśniowieckiego, Archanioł Michał miasto Lwów wybawił z paszczy smoka azjatyckiego.

Był 4- lub 5-krotnie żonaty, jego małżonkami zostały kolejno:
- Katarzyna Duchnicówna (28 lutego 1629)
- Zofia Zachariaszewicz (1654): syn Józef
- Rozalia z Groswajerów Złotorowiczowa (1656)
- Jadwiga Krallówna, córka Jerzego (1661)
- Katarzyna Krzywińska (zawarte jakoby pod koniec życia, nie jest pewne)

Jego młodszym bratem był Szymon Zimorowic, który także pierwotnie nazywał się Ozimek. Z okazji jego wesela, Szymon napisał utwór Roksolanki, to jest ruskie panny (1654). Zimorowic zmarł 14 października 1677 roku.

## Twórczość
Autor poetyckiego tomu Sielanki nowe ruskie.

### Ważniejsze dzieła
- Żywot Kozaków Lisowskich. Także i potyczki ich szczęśliwe, (Kraków) 1620, (drukowany pod krypt. B. Zmrcz); fragmenty przedr. M. Wiszniewski Historia literatury polskiej, t. 7, Kraków 1845, s. 143–144; całość wyd.: na podstawie rękopiśmiennej kopii pierwodr. K. J. Heck Sprawozdanie z Czynności Zakładu Narodowego im. Ossolińskich za r. 1886, Lwów 1886 i odb.; K. Badecki „Polska satyra mieszczańska”, Kraków 1950, BPP nr 91; K. Budzyk, H. Budzykowa „Dwa nurty literatury mieszczańskiej XVII w. w Polsce”, Warszawa 1951, Biblioteka Pisarzy Polskich i Obcych nr 62. – reprodukcję fotografii pierwodruku ogł. K. Badecki Studia nad książką poświęcone pamięci K. Piekarskiego, Wrocław 1951
- Pamiątka wojny tureckiej w roku MDCXXI od polskiego narodu podniesionej, Kraków 1623; fragmenty przedr. M. Woznjak „Kozactwo pid Chotynom 1621 r. w suczasnij poeziji”, Zapysky Nauk. Tow. im. Szewczenka 1928, t. 149, s. 153 nn.
- Testament luterski, Kraków 1623, przedr. K. J. Heck Przewodnik Naukowy i Literacki 1890 i odb. (wyd. pod krypt. Barth. Zmrwcz Leop.; paszkwil antyluterański wierszem i prozą)
- Ecce Deus, ecce homo..., Lwów 1633 (łacińskie rozmyślanie o męce Chrystusa)
- Vox Leonis, Lwów 1634, drukarnia J. Szeliga (według S. Adamczewskiego 1635); przedr. K. J. Heck „Pobyt Władysława IV we Lwowie 1634 r. i J. B. Zimorowicza Vox leonis”, Sprawozdanie Dyrekcji Lwowskiego Gimnazjum im. Franciszka Józefa za rok szkolny 1887, Lwów 1887 i odb. (łaciński panegiryk prozą na cześć Władysława IV)
- Hymny na uroczyste święta Panny nad matkami, Matki nad pannami Najświętszej Bogarodzice Mariej, Kraków 1640, drukarnia F. Cezary; przedr. W. Wisłocki „Hymny na uroczyste święta Bogarodzicy”, Kraków 1876, Biblioteka Przedruków nr 1; fragmenty przedr. T. Jodełka Polska poezja maryjna. Antologia, Niepokalanów 1949 (m.in. hymny maryjne, naśladowane z nieznanego bliżej wzoru łacińskiego)
- Jesu, Maria, Joseph..., Zamość 1640 (hymny łacińskie)
- Advocatus mundi..., Kraków 1642, drukarnia F. Cezary (panegiryk łaciński prozą)
- Sielanki nowe ruskie, powst. 1647–1656, wyd. Kraków 1663; wyd. następne: w zbiorze: Sielanki polskie z różnych autorów zebrane, wyd. A. Naruszewicz, Warszawa 1770; także wyd. 2 Warszawa 1778; w: Sielanki polskie z różnych pisarzów zebrane, wyd. T. Mostowski, Warszawa 1805, Wybór Pisarzów Polskich; wyd. J. N. Bobrowicz, Lipsk 1836, Biblioteka Kieszonkowa Klasyków Polskich, t. 27; fragm.: Galeria pisarzów polskich, t. 2, Poznań 1840; całość wyd. K. J. Turowski, Przemyśl 1857, Biblioteka Polska, zeszyt 117–118; pt. Sielanki, Lwów 1880, Biblioteka Mrówki, t. 87-88; Lwów 1908, Biblioteka Powszechna nr 662; wyd. krytyczne J. Łoś, Kraków 1916, BPP nr 71; 9 sielanek przedr. A. Brückner Sielanka polska XVII wieku, Kraków (1922), Biblioteka Narodowa, seria I, nr 48; 2 sielanki przedr. A. Brückner przy wyd.: S. Zimorowic: Roksolanki, Kraków (1924), Biblioteka Narodowa, seria I, nr 73; wybór według edycji A. Brücknera 1922 przedr. M. Hernasowa: Polska literatura mieszczańska XVII wieku. Wybór tekstów, Wrocław 1956, Nasza Biblioteka, (wyd. pod nazwiskiem Szymona Zimorowica; jako dzieło Szymona przedr. w wieku XVIII i XIX; autorstwa Bartłomieja dowiódł A. Bielowski w roku 1839)
- Fundatio et patrimonium hospitalis S. Spiritus Leopoliensis... descripta..., 1653, ogł. K. J. Heck: „Trzy dziełka J. B. Zimorowicza”, Sprawozdanie Gimnazjum w Stryju za r. 1891, Stryj 1891 i odbitki pt. Pomniejsze źródła do dziejów literatury i cywilizacji polskiej w XVI i XVII stuleciu, zeszyt 3
- Domus virtutis et honoris, powst. przed rokiem 1656, wyd. w tomie zbiorowym różnych autorów pt. Thaumaturgus Russiae, wyd. C. Damirski, Lwów 1672 (historia klasztoru bernardynów we Lwowie)
- Viri illustres civitatis Leopoliensis, powst. w większej części w latach 1658–1660, wyd. Lwów 1671, drukarnia J. Mościcki (według S. Adamczewskiego 1672)
- Leopolis triplex, powst. 1665–1672, ogł. K. J. Heck w: J. B. Zimorowicz: Pisma do dziejów Lwowa odnoszące się, Lwów 1899; przekł. polski (słaby): M. Piwocki i B. Kompaniewicz pt. Historia miasta Lwowa, Lwów 1835 (kronika Lwowa za okres 1270–1633)
- Leopolis Russiae metropolis, a Turcis... Anno MDCLXXII hostiliter obsessa, powst. 1673–1674, wyd. J. Mościcki, Kraków 1693; przekł. polski: M. Piwocki i B. Kompaniewicz pt. Historia miasta Lwowa, Lwów 1835 (kronika oblężenia Lwowa z roku 1672)
- Elogia quattuor obsidionum civitatis Leopoliensis ad acrum triumphalem... scripta, powst. 1674, ogł. K. J. Heck w: J. B. Zimorowicz: Pisma do dziejów Lwowa odnoszące się, Lwów 1899
- Cztery nagrobki: Marcina Kampiana; Pawła Kampiana; Marcina Groswajera i Anny Ostrogórskiej; Marka Ostrogórskiego i Zuzanny Kampian, ogł. M. Dzieduszycki: Kościół katedralny lwowski, Lwów 1872, s. 26 nn.; przedr. K. J. Heck: „Materiały do biografii J. B. Zimorowicza (Ozimka)„, Archiwum do Dziejów Literatury i Oświaty w Polsce, t. 8 (1895) i odbitki pt. Materiały do biografii J. B. i Szymona Zimorowiczów (Ozimków)
- Przemowa do podkanclerzego Andrzeja Olszowskiego, wygłoszona 1 października 1671, ogł. J. Mościcki: Salutationes..., Lwów 1671; przedr. K. J. Heck: „Materiały do biografii J. B. Zimorowicza (Ozimka)”, Archiwum do Dziejów Literatury i Oświaty w Polsce, t. 8 (1895) i odbitki pt. Materiały do biografii J. B. i Szymona Zimorowiczów (Ozimków)
- Drobne utwory ogł. K. J. Heck: „Materiały do biografii J. B. Zimorowicza (Ozimka)”, Archiwum do Dziejów Literatury i Oświaty w Polsce, t. 8 (1895) i odbitki pt. Materiały do biografii J. B. i Szymona Zimorowiczów (Ozimków).

### Wydania zbiorowe
- K. J. Heck: „Trzy dziełka J. B. Zimorowicza”, Sprawozdanie Gimnazjum w Stryju za r. 1891, Stryj 1891 i odbitki pt. Pomniejsze źródła do dziejów literatury i cywilizacji polskiej w XVI i XVII stuleciu, zeszyt 3 (tu: Jesu, Maria, Joseph..., Ecce Deus, ecco homo... i Fundatio et patrimonium hospitalis S. Spiritus Leopoliensis... descripta...)
- Pisma do dziejów Lwowa odnoszące się, wyd. K. J. Heck, Lwów 1899 (tu: Leopolis triplex, Domus virtutis et honoris, Elogia quattuor obsidionum civitatis Leopoliensis ad acrum triumphalem... scripta, Viri illustres civitatis Leopoliensis i Leopolis... a Turcis... Anno MDCLXXII hostiliter obsessa).

### Prace edytorskie
- Szymon Zimorowicz Moschus polski, Kraków 1662, drukarnia Łazarzowa.

### Listy i materiały
- Do: Macieja Haydera, dat. z Warszawy 28 listopada 1646; Jerzego Kralla, dat.: z Warszawy 27 lutego 1666 i 4 czerwca 1667, ze Lwowa 21 czerwca 1669; Mikołaja Gelasina, dat. ze Lwowa 18 maja 1667; ogł. K. J. Heck Przewodnik Nauk i Literatury 1884; także wyd. K. J. Heck: „Materiały do biografii J. B. Zimorowicza (Ozimka)”, Archiwum do Dziejów Literatury i Oświaty w Polsce, t. 8 (1895) i odbitki pt. Materiały do biografii J. B. i Szymona Zimorowiczów (Ozimków)
- Do Jerzego Kralla, dat. ze Lwowa 21 czerwca 1669, ogł. S. Barącz: Pamiętnik dziejów polskich, Lwów 1855; także wyd. K. J. Heck: „Materiały do biografii J. B. Zimorowicza (Ozimka)”, Archiwum do Dziejów Literatury i Oświaty w Polsce, t. 8 (1895) i odbitki pt. Materiały do biografii J. B. i Szymona Zimorowiczów (Ozimków)
- 4 listy od Samuela Kazimierza Kuszewicza, z roku 1651, ogł. K. J. Heck: „Materiały do biografii J. B. Zimorowicza (Ozimka)”, Archiwum do Dziejów Literatury i Oświaty w Polsce, t. 8 (1895) i odbitki pt. Materiały do biografii J. B. i Szymona Zimorowiczów (Ozimków)
- Od Jana III Sobieskiego do rajców lwowskich w sprawie dot. B. Zimorowicza, dat. z Warszawy 17 maja 1677, ogł. K. J. Heck Gazeta Lwowska 1883, nr 113; także wyd. K. J. Heck: „Materiały do biografii J. B. Zimorowicza (Ozimka)”, Archiwum do Dziejów Literatury i Oświaty w Polsce, t. 8 (1895) i odbitki pt. Materiały do biografii J. B. i Szymona Zimorowiczów (Ozimków)
- Materiały biograficzne z lat 1624–1680 (tu m.in.: sądy współczesnych o J. B. Zimorowiczu; 2 redakcje testamentu: dat. we Lwowie 20 sierpnia 1666 i 22 stycznia 1677; inwentarze majątku); z rękopisów Archiwum miasta Lwowa, lwowskiego Archiwum Akt Grodzkich i Ziemskich, Biblioteki Ossolińskich; ogł. K. J. Heck: „Materiały do biografii J. B. Zimorowicza (Ozimka)”, Archiwum do Dziejów Literatury i Oświaty w Polsce, t. 8 (1895) i odbitki pt. Materiały do biografii J. B. i Szymona Zimorowiczów (Ozimków)
- Akt wydziedziczenia zięcia, Jana Kralla, z roku 1676, ogł. W. Łoziński: „Zięć poety”, Kwartalnik Historyczny 1890; reprodukcję portretu ogł. K. J. Heck w: J. B. Zimorowicz: Pisma do dziejów Lwowa odnoszące się, Lwów 1899; przekł. polski (słaby): M. Piwocki i B. Kompaniewicz pt. Historia miasta Lwowa, Lwów 1835; przedr. S. Adamczewski Oblicze poetyckie B. Zimorowicza, Warszawa 1928.

### Utwór o autorstwie niepewnym
- Roksolanki